# Ormenis robusta
Ormenis robusta är en insektsart som beskrevs av Philip Reese Uhler 1901. Ormenis robusta ingår i släktet Ormenis och familjen Flatidae. Inga underarter finns listade i Catalogue of Life.